# Трагическое положение. Коса времени
«Траги́ческое положе́ние» (англ. A Predicament) — юмористический рассказ Эдгара Аллана По 1838 года. Традиционно, начиная с самой первой публикации, печатается вместе с новеллой «Как писать рассказ для «Блэквуда»». Первоначальное название «Коса́ вре́мени» (англ. The Scythe of Time), на русском языке часто издаётся с таким подзаголовком или под двойным названием.

## Сюжет
Эта крайне причудливая и бессмысленная история, как и предваряющая её и парная к ней «Как писать рассказ для «Блэквуда»», написана, что само по себе необычно для Эдгара По, от лица женщины — писательницы синьоры Психеи Зенобии, пишущей для «Blackwood's Magazine». В её лице автор высмеивает бездарных, но плодовитых писательниц того времени, заполонивших своими невежественными, надуманными и высокопарными опусами книжные магазины Америки. А также высмеивает журнал, охотно печатавший подобные рассказы.
Синьора Зенобия прогуливается по Эдинбургу со своим любимым одноглазым пуделем Дианой пяти дюймов вышины и старым слугой-негром Помпеем трёх футов ростом.
Эта троица, ведомая госпожой Зенобией, заходит в большой готический кафедральный собор, и писательница в приступе вдохновения увлекает их за собой, вверх, под самый купол по винтовой лестнице. Во время этого подъёма ей в голову приходят грандиозные, но до ужаса банальные мысли о ступенях, как о символе человеческой жизни.
Поднявшись в башню, синьора Зенобия видит маленькое окошко высоко над полом и не может сдержаться, чтобы не полюбоваться из него видом города. Она приказывает пуделю смирно сидеть в углу, а слуге подставить ей плечи, чтобы она могла взобраться и выглянуть в окошко. Синьора созерцает открывшийся вид, в это время её снова посещают глубокие мысли.
Простояв так достаточно долго, чтобы утомить слугу, она вдруг чувствует прикосновение металла к своей шее. Оказывается, она выглядывала из циферблата башенных часов, и минутная стрелка прищемила ей голову. Спасения нет, острая стрелка («коса времени», о которой так долго говорили поэты и философы!) медленно врезается ей в шею. Во время этой экзекуции синьора обильно цитирует классиков, путаясь в именах, перевирая цитаты и выдумывая фразы на несуществующих языках, прислушивается к собственным ощущениям и транслирует их «высоким штилем». Сначала из орбит по очереди выскакивают её глаза, а затем голова вслед за ними скатывается по покатой крыше к водосточному жёлобу. Синьора Зенобия, освободившись, таким образом, от мешавших ей частей тела, слезает с плеч слуги и обнаруживает, что её пуделя съели крысы. Помпей при виде хозяйки в ужасе сбегает. Синьора Зенобия остаётся совсем одна, всеми покинутая и без головы. На этом история заканчивается.

## Публикация
Впервые истории под заголовками «Психея Зенобия» (The Psyche Zenobia) и «Коса времени» (The Scythe of Time) были опубликованы в балтиморском «American Museum» в ноябре 1838 года. Под ставшими традиционными названиями они были включены Эдгаром По в сборник «Гротески и арабески» в 1840 году.